# 戸田市こどもの国

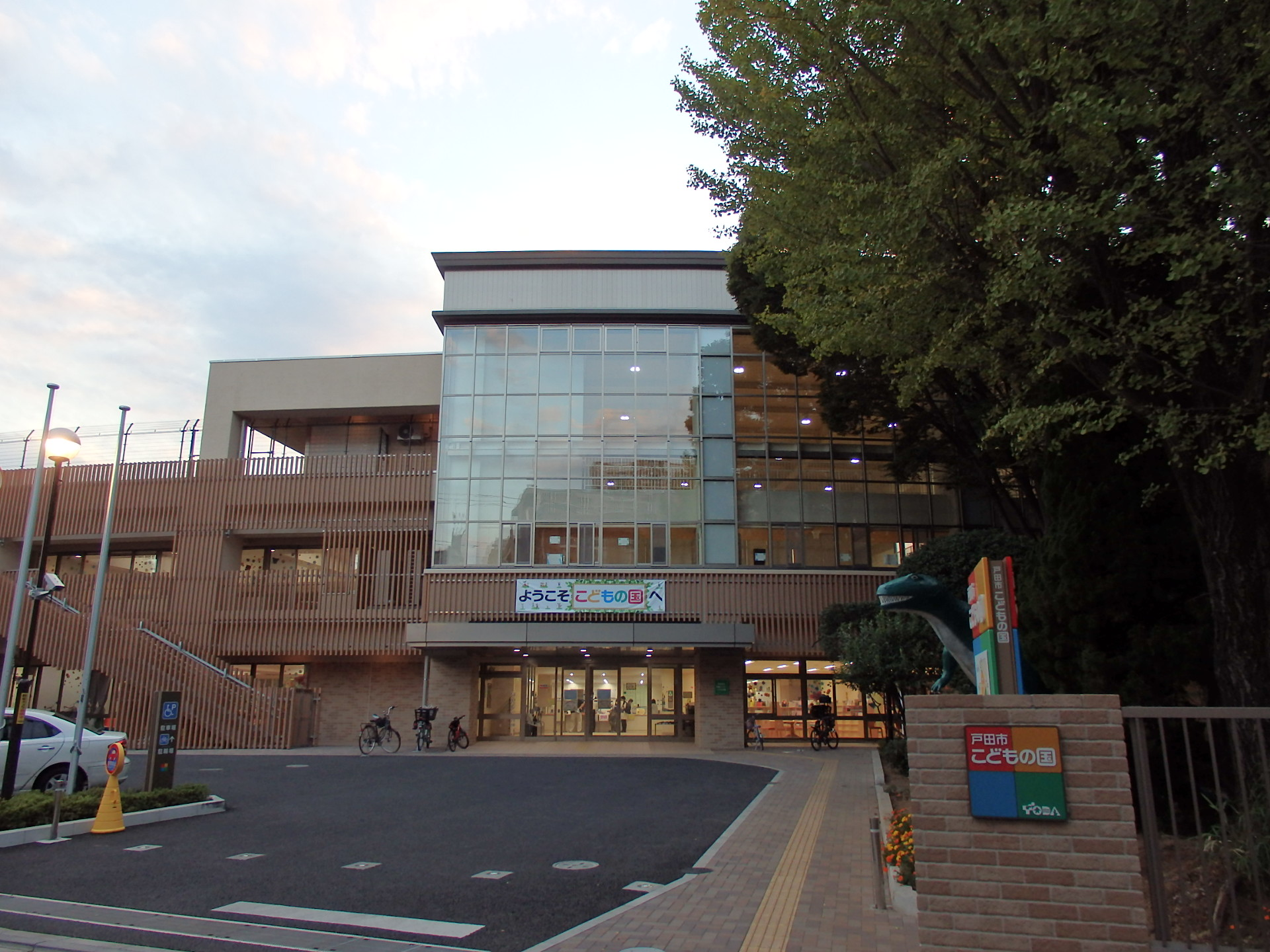
戸田市児童センターこどもの国

戸田市児童センターこどもの国（とだしじどうせんたーこどものくに）は、埼玉県戸田市が運営する幼児・児童用施設。幼児・児童用プール、自然観察の森、小公園、児童館、学童クラブからなる施設。2012年に老朽化のため閉館したが、2015年に建て替えられ新しい施設として再オープンした。創立時には、戸田市社会教育課こどもの国係の運営であったが、現在の運営者は社会福祉法人さきたま会。

## 概要
1973年夏、幼児・児童用プールがオープン。1974年5月5日、子供の日に合わせて児童館が開館。その後、自然観察の森（ロータリーの森：戸田市ロータリークラブより樹木等が寄贈）、恐竜の模型、児童公園などの整備が行われ、現在に至る。基本的には、戸田市内の保育園、幼稚園、小学校の学校外教育施設に位置づけられている。

## 沿革

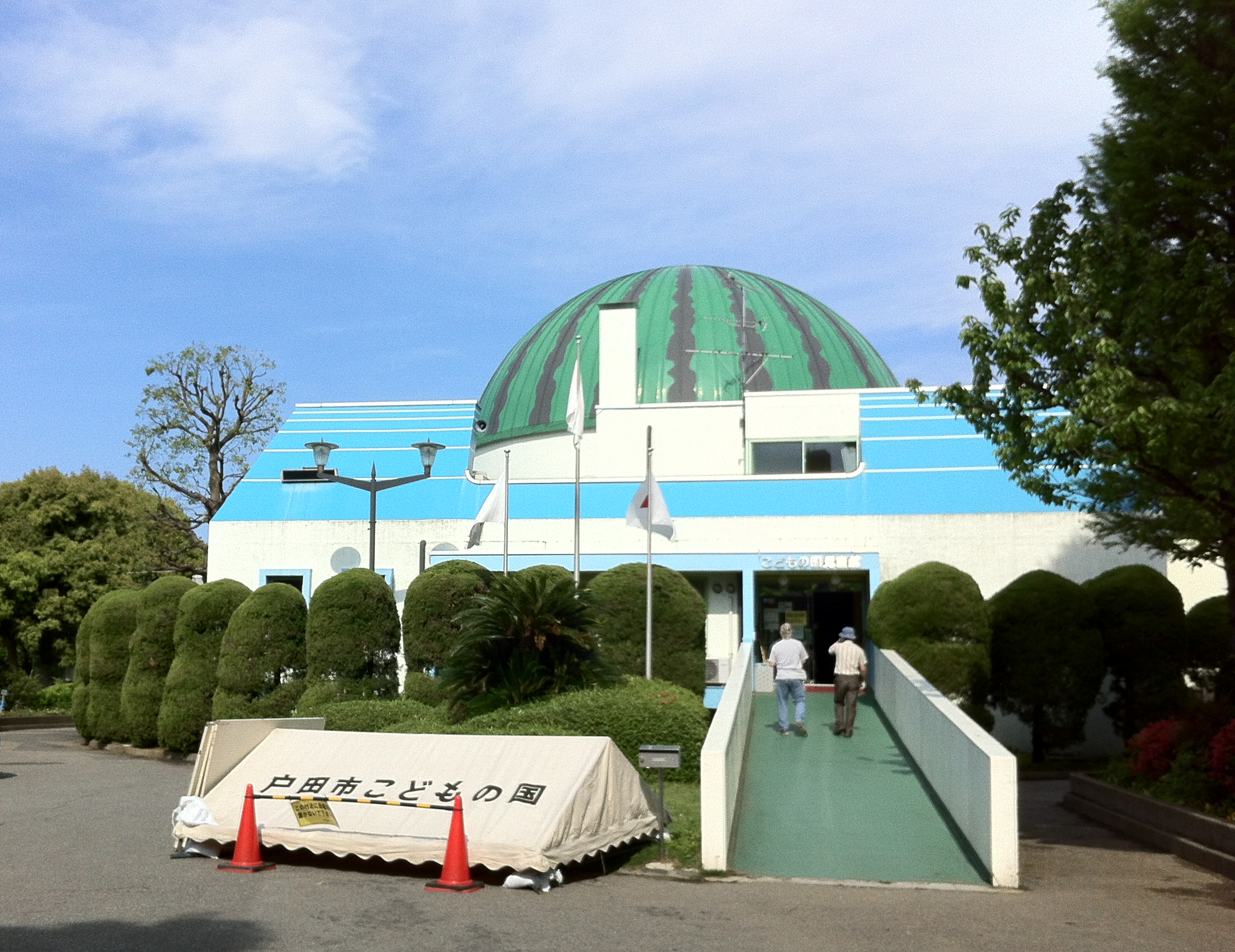
旧・戸田市こどもの国

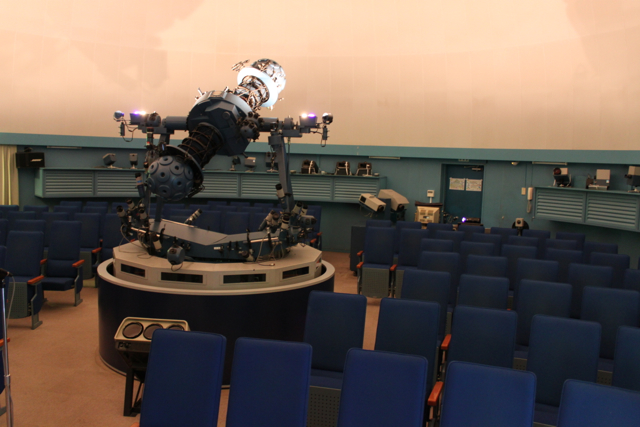
旧・戸田市こどもの国プラネタリウム(ミノルタ製/ドーム径12m/120席)

- 2012年（平成24年）12月24日 - 老朽化のため閉館。
- 2015年（平成27年）4月5日 - 新規施設がオープン。

## 主な施設
施設は、丘のゾーン、森のゾーン、水のゾーン、原っぱのゾーンの4つに分かれている。また、施設利用者は18才未満に限られている。
- 児童センター（学童保育室、共用施設）
- 児童プール（夏季のみ）

## 場所
埼京線戸田公園駅より徒歩10分。または、戸田市コミュニティバス『toco』：喜沢循環/川岸循環「1・こどもの国」バス停下車。
右の写真は、2012年の建て替え以前の施設で、プラネタリウムなどを併設。戸田公園駅構内から緑色と黒で「すいか」をイメージしたドームが見えるのが、児童館のドーム。
- 〒335-0023 戸田市本町1-17-7